# Menta (keresztnév)
A Menta újabb keletű névadás a hasonló növénynévből.

## Gyakorisága
Az 1990-es években szórványos név, a 2000-es években nem szerepel a 100 leggyakoribb női név között.

## Névnapok
- augusztus 14.[2]